# Harald Eckl
Harald Eckl (25 de marzo de 1953) es un expiloto de motociclismo alemán.

## Biografía
Eckl debutó en el Mundial de Velocidad en el Gran Premio de Alemania de 1981 de 350cc, aunque no pudo clasificarse para la carrera en la categoría de 350.
En 1982 sorre su primera temporada completa como piloto titular, participando en la categoría de 350 y consiguiendo su primer título gracias a la décima posición en el GP de Argentina.
Finalizada la temporada de 1982, la categoría 350 queda excluida del Mundial y apuesta por 250, categoría en la que participaría desde 1983 hasta 1992, sin obtener resultados de especial relieve. De las 129 carreras en las que participó Eckl, el mejor resultado en el Mundial fue el quinto puesto del GP de Suecia de 1984, mientras que su mejor posición en una clasificación general fue una decimoséptima posición en 1991.
Finalizada la carrera como profesional, Eckl crea en 1994 su propia escudería que se inscribe en el Mundial en la categoría de 125 con el nombre "Marlboro Aprilia Eckl". A partir de 1997 comienza a colaborar con Kawasaki Racing, desempeñando el papel de team manager, primero administrando los equipos oficiales en World Supersport y World Superbike, y luego desempeñando el mismo rol de 2002 a 2006 para el equipo oficial en MotoGP.

## Resultados en el Campeonato del Mundo
Sistema de puntuación desde 1969 hasta 1987:
| Posición | 1.º | 2.º | 3.º | 4.º | 5.º | 6.º | 7.º | 8.º | 9.º | 10.º |
| Puntos   | 15  | 12  | 10  | 8   | 6   | 5   | 4   | 3   | 2   | 1    |

Sistema de puntuación desde 1988 hasta 1991:
| Posición | 1.º | 2.º | 3.º | 4.º | 5.º | 6.º | 7.º | 8.º | 9.º | 10.º | 11.º | 12.º | 13.º | 14.º | 15.º |
| Puntos   | 20  | 17  | 15  | 13  | 11  | 10  | 9   | 8   | 7   | 6    | 5    | 4    | 3    | 2    | 1    |

Sistema de puntuación en 1992:
| Posición | 1.º | 2.º | 3.º | 4.º | 5.º | 6.º | 7.º | 8.º | 9.º | 10.º |
| Puntos   | 20  | 15  | 12  | 10  | 8   | 6   | 4   | 3   | 2   | 1    |

### Carreras por año
(Carreras en negrita indica pole position; Carreras en cursiva indica vuelta rápida)
| Año  | Clase | Equipo        | Moto    | 1       | 2      | 3       | 4       | 5       | 6       | 7       | 8       | 9       | 10      | 11      | 12      | 13      | 14     | Pts. | Pos. |
| ---- | ----- | ------------- | ------- | ------- | ------ | ------- | ------- | ------- | ------- | ------- | ------- | ------- | ------- | ------- | ------- | ------- | ------ | ---- | ---- |
| 1981 | 350cc | Yamaha        | ARG -   | GER DNQ | NAT -  |         |         | YUG -   | NED -   |         |         | GBR -   |         |         | CZE -   |         |        | 0    | -    |
| 1982 | 350cc | Yamaha        | ARG 10  | AUT 20  | FRA 14 |         | NAT Ret | NED 17  |         |         | GBR -   |         | FIN -   | CZE -   |         | GER Ret |        | 1    | 30.º |
| 1983 | 250cc | Yamaha        |         | FRA 8   | NAT 14 | GER 19  | SPA -   | AUT Ret | YUG 16  | NED Ret | BEL 22  | GBR 12  | SWE 17  |         |         |         |        | 3    | 25.º |
| 1984 | 250cc | Yamaha        | RSA Ret | NAT Ret | SPA -  | AUT 19  | GER Ret | FRA 20  | YUG 18  | NED 13  | BEL 14  | GBR 7   | SWE 5   | RSM Ret |         |         |        | 10   | 19.º |
| 1985 | 250cc | Roemer Juchem | RSA 17  | SPA Ret | GER 26 | NAT 12  | AUT Ret | YUG 6   | NED 19  | BEL Ret | FRA 16  | GBR 18  | SWE 15  | RSM Ret |         |         |        | 5    | 22.º |
| 1986 | 250cc | Honda         | SPA Ret | NAT 16  | GER 17 | AUT 18  | YUG 17  | NED Ret | BEL Ret | FRA 19  | GBR 18  | SWE Ret | RSM 18  |         |         |         |        | 0    | -    |
| 1987 | 250cc | Honda         | JPN 14  | SPA 17  | GER 23 | NAT 20  | AUT 27  | YUG 20  | NED 19  | FRA Ret | GBR 18  | SWE 13  | CZE 19  | RSM 24  | POR Ret | BRA -   | ARG -  | 0    | -    |
| 1988 | 250cc | Aprilia       | JPN DNQ | USA Ret | ESP 15 | EXP 14  | NAT 13  | GER Ret | AUT 14  | NED Ret | BEL Ret | YUG 9   | FRA Ret | GBR 13  | SWE DNQ | CZE 15  | BRA 13 | 22   | 20.º |
| 1989 | 250cc | Aprilia       | JPN 25  | AUS 20  | USA 19 | SPA 16  | NAT 12  | GER 13  | AUT 12  | YUG Ret | NED 14  | BEL 14  | FRA Ret | GBR 19  | SWE 13  | CZE 20  | BRA 16 | 18   | 24.º |
| 1990 | 250cc | Aprilia       | JAP 16  | USA Ret | ESP -  | NAC 20  | ALE 13  | AUT 18  | YUG Ret | NED 13  | BEL 16  | FRA 13  | GBR 12  | SUE Ret | CHE Ret | HUN 18  | AUS -  | 13   | 23.º |
| 1991 | 250cc | Aprilia       | JAP -   | AUS Ret | USA 14 | ESP Ret | ITA 16  | ALE 12  | AUT 12  | EUR 19  | NED 11  | FRA 15  | GBR 11  | RSM Ret | CHE Ret | LMA Ret | MAL 15 | 22   | 18.º |
| 1992 | 250cc | Aprilia       | JAP DNQ | AUS 21  | MAL 18 | ESP Ret | ITA Ret | EUR Ret | GER 15  | NED 14  | HUN Ret | FRA 22  | GBR Ret | BRA Ret | RSA Ret |         |        | 0    | -    |